# ثري أوه ثري
ثري أوه ثري (بالإنجليزية: 3OH!3)‏ هما ثنائي إلكتروبوب أمريكي من مقاطعة بولدر بولاية كولورادو، مكون من ناثانيل موت Nathaniel Motte وشون فورمان Sean Foreman
.
شهروا بأفضل أغنية مفردة «لا تثق بي» (Don't Trust Me) من ألبوم «وأنت» (Want)، الذي وصل في الترتيب السابع بقائمة «بيل بورد هوت 100».
أغنيتهم المفردة الثانية، هي ريميكس لأغنية «ستارز ترك» (Starstrukk) مع كايتي بيري من ألبوم «وأنت» (Want)، كانت في قائمة أفضل عشرة أغاني بالمملكة المتحدة، إيرلندا، فنلندا، بولندا وأستراليا.
ولقد كسبوا المزيد من الشهرة عن طريق أغنيتهم مع كيشا، «قُبلتي الأولى» (My First Kiss)، من ألبوم «شوارع من ذهب» (Streets of gold)، الذي بلغ المرتبة السابعة بقائمة «بيل بورد هوت 100».

## وصلات خارجية
- ثري أوه ثري على موقع IMDb (الإنجليزية)
- ثري أوه ثري على موقع ميوزك برينز (الإنجليزية)
- ثري أوه ثري على موقع رولينغ ستون (الإنجليزية)
- ثري أوه ثري على موقع أول ميوزيك (الإنجليزية)
- ثري أوه ثري على موقع ديسكوغز (الإنجليزية)

- الموقع الرسمي